# Farda Lagu-Xidh
Farda Lagu-Xidh (ook: Farda-lagu xidh) is een dorp in zuiden van het District Lughaye, regio Awdal, in de niet-erkende staat Somaliland (en dus juridisch nog steeds gelegen in Somalië).

Farda Lagu-Xidh ligt in een aride heuvellandschap, naast een wadi en bij een bron, beiden genaamd Farsaxidh.
Klimaat: Farda Lagu-Xidh heeft een tropisch savanneklimaat. De gemiddelde jaartemperatuur is 27°C. Juni is de warmste maand, gemiddeld 31,5°C; januari is het koelste, gemiddeld 22,3°C. De jaarlijkse regenval bedraagt ca. 185 mm (ter vergelijking: in Nederland ca. 800 mm). Er zijn twee pieken in de neerslag, rond april en augustus. Augustus is de natste maand; er valt dan ca. 34 mm. Het droge seizoen loopt van november tot februari.